# Église Saint-Gervais-et-Saint-Protais de Bessé

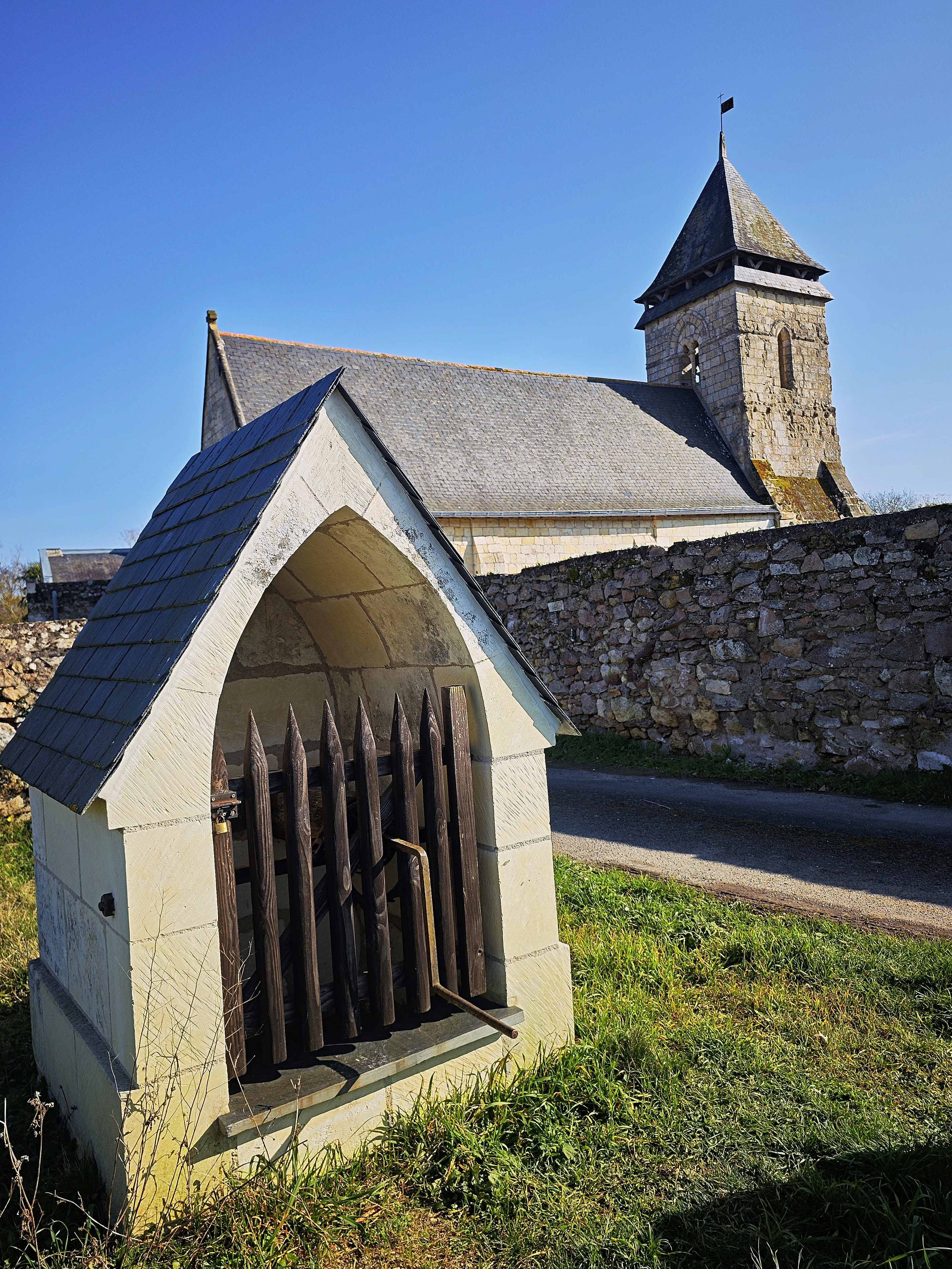
Église Saint-Gervais-et-Saint-Protais de Bessé

L'église Saint-Gervais-et-Saint-Protais est une église située au Thoureil, en France.

## Localisation
L'église est située dans le département français de Maine-et-Loire, sur la commune du Thoureil, dans le hameau de Bessé.

## Historique
L'édifice, construit au douzième siècle et remanié au dix-septième siècle, est inscrit au titre des monuments historiques en 1964.